# Une Suédoise sans culotte
Pour plus de détails, voir Fiche technique et Distribution.
Une Suédoise sans culotte (La nipote del prete) est une comédie érotique italienne réalisée par Sergio Grieco et sortie en 1976.

## Fiche technique
Sauf indication contraire, les informations mentionnées dans cette section peuvent être confirmées par la base de données cinématographiques IMDb,  présente dans la section « Liens externes ».
- Titre en français : Une Suédoise sans culotte ou Une Suédoise coquine coquine[2]
- Titre original : La nipote del prete[3]
- Réalisation : Sergio Grieco
- Scenario :	Sergio Grieco
- Photographie :	Vittorio Bernini
- Montage : Adalberto Ceccarelli
- Musique : Carlo Maria Angera
- Société de production : Rewind Film, Winston Cinematografica
- Pays de production :  Italie
- Langue originale : Italien
- Format : Couleur
- Durée : 85 min (1 h 25[3])
- Genre : Comédie érotique italienne[2]
- Dates de sortie :
  - Italie : 1976
  - France : 22 avril 1981[2]
- Classification :
  - Italie : Interdit aux moins de 18 ans[3]

## Distribution
- Cristina Amodei (sous le nom de « Crippy Yocard ») : Désirée
- Luigi Bonos : Prete
- Giancarlo Zanetti
- Corrado Lojacono
- Beryl Cunningham
- Roberto Proietti
- Alessandro Acerbi
- Vittorio Sulpizi
- Maria Bellingeri
- Rossana Bevilacqua
- Susy Kaster